# Oleandra
Oleandra Cav. è un genere di piante dell'ordine Polypodiales, unico genere della famiglia Oleandraceae Ching ex Pic.Serm..

## Descrizione
Le specie del genere Oleandra, sono felci terrestri, epilitiche o epifite. Hanno un rizoma lungo, strisciante, eretto ricoperto di squame bruno-nerastre. Le fronde possono essere distanziate o raggruppate, con una lamina semplice, intera, di forma lanceolata o lineare-lanceolata e consistenza cartacea o coriacea. I sori si presentano in una singola fila spesso irregolare su entrambi i lati della costa fogliare e presentano un indusio membranoso persistente di colore rosso-marrone.

## Tassonomia
Il genere comprende le seguenti specie:
- Oleandra amazonica C.V.Miranda & J.Prado
- Oleandra angusta Copel.
- Oleandra annetii Tardieu
- Oleandra articulata (Sw.) C.Presl
- Oleandra australis Schwartsb. & J.Prado
- Oleandra baetae Damazio
- Oleandra bradei Christ
- Oleandra brasiliana Schwartsb. & J.Prado
- Oleandra coriacea Copel.
- Oleandra cumingii J.Sm.
- Oleandra decurrens Maxon
- Oleandra distenta Kunze
- Oleandra ejurana C.D.Adams
- Oleandra guatemalensis Maxon
- Oleandra hovenkampii C.V.Miranda & Schwartsb.
- Oleandra lehmannii Maxon
- Oleandra musifolia (Blume) C.Presl
- Oleandra neriiformis Cav.
- Oleandra pilosa Hook.
- Oleandra pistillaris (Sw.) C.Chr.
- Oleandra quartziticola Schwartsb. & J.Prado
- Oleandra sibbaldii Grev.
- Oleandra steyermarkii Lellinger ex C.V.Miranda & Labiak
- Oleandra undulata (Willd.) Ching
- Oleandra vulpina C.Chr.
- Oleandra wallichii (Hook.) C.Presl
- Oleandra werneri Rosenst.
- Oleandra zapatana Lellinger